# Bernat Morgades i Òdena
Bernat (Manuel) Morgades i Òdena (l'Espluga de Francolí, 4 de juliol de 1911 - Poblet, 10 de setembre de 1963) fou pare paül i després monjo del Monestir de Santa Maria de Poblet. Va ser la primera vocació catalana del monestir després de la restauració monàstica de 1940.

## Biografia
Nasqué l'any 1911 en el si d'una família d'una profunda religiositat. Procedents del poble de Montagut, els seus avantpassats feren d'ermitans al santuari de la Santíssima Trinitat. De jove ja manifestà la seva vocació religiosa i l'any 1923 començà els estudis al convent de Sant Bartomeu dels paüls de Bellpuig. Acabà els estudis a Mallorca a la casa de la mateixa congregació religiosa. El dia 11 d'abril de 1936 és ordenat sacerdot pel bisbe Manuel Irurita, els seus padrins foren Francisca Prats i Eduard Menacho (oftalmòleg de Barcelona), propietaris de la Masia del Simón de Les Masies atès que la seva família n'eren els masovers. És delatat i empresonat pel fet de ser religiós, junt amb el seu pare, en un vaixell-presó davant de Tarragona. El 1937 passà la frontera francesa, des d'on entrà en territori franquista per tal d'incorporar-se al seu exèrcit com a capellà castrense. L'any 1939 es reintegra a la vida religiosa dels Missioners Paüls com a professor al col·legi de Bellpuig.
El 1940 comença la restauració de Poblet per l'Orde del Cister. El Dissabte Sant del 1941 va entrar al Monestir de Poblet per fer-se'n monjo (fou la primera vocació del Monestir). El 8 de setembre de 1942 professà com a monjo, essent els seus padrins Lluís Monreal Tejada i Francisca Prats, vídua de Menacho. Va ser mestre de germans, prefecte d'estudis, mestre de clergues, professor de sagrada escriptura, cronista del monestir, bibliotecari i arxiver. El 1946 va ser elegit sots-prior del Monestir fins al 1950. Al mateix any escriu la Guia de Poblet. En aquest període va restaurar la Germandat de Santa Maria de Poblet i en va ser l'animador per dur a terme la reconstrucció del monestir. Des del 1947 al 1950 va ser l'impulsor de la revista "Poblet", de la mateixa Germandat. L'any 1948 publica la Història de Poblet. A finals del 1950 va ser proposat per ser abat del monestir, en substitució del prior d'aleshores, el pare Rosavini. Però en acabar l'any, el Pare Mateu Quatember, el desterrà a França. El 2021, l'historiador Joan B. Culla va publicar una biografia de Morgades fent especial esment a les causes, derivades de les relacions entre Església i dictadura, entre catolicisme i catalanisme, des de la Guerra Civil fins als primers anys 1960.
Fou destinat als monestirs Cistercencs de Sant Miquel de Cuixà, Senanque, Boquen i Lerins. També fa estada a l'arxiu del Palau dels Papes d'Avinyó i del Vaticà. A Lerins és formador de monjos i professor de filosofia i altres disciplines teològiques. La seva salut, fràgil des de la Guerra Civil, fa que emmalalteixi i l'any 1963 torna a Poblet i mor el 10 de setembre del mateix any. Durant 13 anys d'exili va treballar en una nova edició de la "Història de Poblet" que li havien demanat. L'enllestí abans de morir però mai va ser publicada. Tenia 52 anys, 27 de sacerdot i 21 de monjo.

## Aficions
A part d'escriure, era un gran aficionat al dibuix i a la pintura. En la seva obra pictòrica utilitzava tècniques com l'aquarel·la, carbó i a l'oli.

## Obres
- Guia de Poblet, 1946
- Història de Poblet, 1948
- Història de Poblet, 1962. (Acabada i mai publicada)
- Poblet, revista trimestral (del 1947 al 1950)
- Va publicar innombrables articles als mitjans de comunicació i a revistes especialitzades.